# Wazirpur
Wazirpur är ett underdistrikt i Bangladesh. Det ligger i den södra delen av landet, 100 km söder om huvudstaden Dhaka.
Trakten runt Wazirpur består till största delen av jordbruksmark. Runt Wazirpur är det mycket tätbefolkat, med 1 095 invånare per kvadratkilometer.